# Джаяварман (Чандела)
Джаяварман (гінді जयवर्मन; д/н — бл. 1120) — магараджахіраджа Джеджа-Бхукті близько 1110—1120 роках.

## Життєпис
Походив з династії Чандела. Син Салакшанавармана, якому він спадкував близько 1110 року. Відомостей про нього обмаль. Виявлено напис датований 1117 роком, де розповідається про Джаявармана. Написи наступників Джаявармана також містять розпливчасті пишномовності про нього, зокрема напис в Мау називає його втіленням «щедрості, правди, політики та героїзму», що він затьмарив князів так само, як сонце, що сходить, позбавляє світильники їхнього блиску
Джаяварман, як відомо, випускав мідні монети із зображенням божества Ханумана. На цих монетах зазначено його ім'я Шріма-джаяварма-дева. Випущених ним золотих монет не виявлено. Також за його панування було здійсснено твідновлення храмів в Кхаджурахо, що напевне постраждали під час нападів Газневідів.
Напис у Каланджарі свідчить, що Джаяварман зрікся престолу після того, як втомився від панування. Втімс учасні дослідники вважають, що помер власною смертю на троні, але оскільки не мав спадкоємця, трон отримав його стрийко Прітвіварман.